# Shake It Up: Live 2 Dance
Shake It Up: Live 2 Dance (no Brasil: No Ritmo: Live 2 Dance) é a segunda trilha sonora da série original do Disney Channel, Shake It Up, protagonizada por Bella Thorne e Zendaya, cantores que estão presentes na lista de faixas. O álbum foi lançado em 20 de março de 2012 pela Walt Disney Records.

## Lista de faixas
As faixas foram divulgada pelo site de compras Amazon.com.
| Edição padrão  |                                              |                                                                              |                             |         |  |
| N.º            | Título                                       | Compositor(es)                                                               | Artista                     | Duração |  |
| 1.             | "Whodunit"                                   |                                                                              | Adam Hicks and Coco Jones   | 2:20    |  |
| 2.             | "TTYLXOX"                                    |                                                                              | Bella Thorne                | 2:34    |  |
| 3.             | "Something to Dance For"                     | Jeannie Lurie, Aris Archontis, Chen Neeman                                   | Zendaya                     | 2:44    |  |
| 4.             | "Up, Up, and Away"                           | Niclas Molinder, Joacim Persson, Jacqueline M. Cumming, Johan Alkenas, Blush | Blush                       | 3:00    |  |
| 5.             | "Show Ya How"                                |                                                                              | Adam Irigoyen & Kenton Duty | 2:21    |  |
| 6.             | "Make Your Mark"                             | Molinder, Persson, Alkenas, Drew Ryan Scott                                  | Drew Ryan Scott             | 3:39    |  |
| 7.             | "Don't Push Me"                              |                                                                              | Coco Jones                  | 2:40    |  |
| 8.             | "Turn It On"                                 | Ben Charles, Tony Ghantous, Amber Lily Solberg                               | Amber Lily                  | 2:37    |  |
| 9.             | "Moves Like Magic"                           | Lurie, Archontis, Neeman                                                     | Adam Trent                  | 2:49    |  |
| 10.            | "Critical"                                   | Antonia Armato, Tim James, Devrim Karaoglu, Nevermind                        | TKO & Nevermind             | 3:03    |  |
| 11.            | "Bring the Fire"                             | Molinder, Persson, Jonas Thander, Scott                                      | Ylwa                        | 3:03    |  |
| 12.            | "Where's the Party"                          |                                                                              | Jenilee Reyes               | 2:55    |  |
| 13.            | "Surprise"                                   |                                                                              | TKO, Nevermind & SOS        | 3:00    |  |
| 14.            | "Something to Dance For / TTYLXOX (Mash-Up)" |                                                                              | Zendaya & Bella Thorne      | 2:48    |  |
| Duração total: | Duração total:                               | Duração total:                                                               | Duração total:              | 39:26   |  |

| Deluxe edition |                                                                  |                |                        |         |  |
| N.º            | Título                                                           | Compositor(es) | Artista                | Duração |  |
| 15.            | "Edge of the Mirror"                                             |                | Emme Rose              | 3:05    |  |
| 16.            | "Total Access"                                                   |                | Nevermin               | 3:59    |  |
| 17.            | "The Stra I R"                                                   |                | Caroline Sunshine      | 3:20    |  |
| 18.            | "Fashion Is My Kryptonite ( Bonus de Shake It Up:Made In Japan)" |                | Zendaya & Bella Thorne | 2:45    |  |
| Duração total: | Duração total:                                                   | Duração total: | Duração total:         | 45:16   |  |

## Singles
- "Up, Up and Away", interpretada pelo grupo de k-pop asiático Blush. A canção foi lançada como primeiro single da trilha sonora em 14 de fevereiro de 2012,[1] servindo como uma porta de entrada para a banda nos Estados Unidos uma vez que bandas e grupos de música pop asiaticos sofrem algum preconceito para se estabelecer musicalmente no país. A faixa alcançou a posição cinquenta e oito na Billboard Hot 100, sendo também trinta e sete na Billboard Digital Songs. O videoclipe foi lançado no mesmo dia pela Disney Channel e pelos canais oficiais da banda e da Disney no Youtube.

- "Something to Dance For", interpretada por Zendaya, uma das protagonistas do seriado. A canção foi lançada como segundo single em 6 de março de 2012[2] simultânealmente com "TTYLXOX", sendo a terceira faixa lançada pela cantora em sua carreira.

- "TTYLXOX", interpretada por Bella Thorne, a primeira protagonista da série. A canção, que foi lançada junto com "Something to Dance For" como segundo single da trilha sonora em 6 de março de 2012,[3] é o segundo trabalho oficial  liberado pela cantora, sendo o primeiro totalmente solo, sem participações.

- "Fashion Is My Kryptonite", interpretada por Bella Thorne & Zendaya, São as duas Protagonistas principais da série. A canção,foi lançada no dia 20 de Julho de 2012 como primeiro single da trilha sonora do Filme Shake It Up: Made In Japan que será lançado ainda nesse ano, mas a musica Fashion Is My Kryptonite está incluida como Delux Edition de Shake It Up: Live 2 Dance.

## Desempenho em paradas musicais
| Paradas (2012)                   | Posições |
| -------------------------------- | -------- |
| Canadá — Canadian Albums Chart   | 99       |
| Estados Unidos — Billboard 200   | 17       |
| Estados Unidos — Top Soundtracks | 2        |
| Estados Unidos — Kid Albums      | 1        |

## Histórico de lançamento
| Local          | Data                | Formato              | Gravadora           |
| -------------- | ------------------- | -------------------- | ------------------- |
| Estados Unidos | 20 de março de 2012 | CD, download digital | Walt Disney Records |